# 赤莖蘚
赤莖蘚（学名：Pleurozium schreberi）为塔藓科赤莖蘚屬下的一个种。